# Erice Müller-Thurgau
L’Erice Müller-Thurgau è un vino DOC prodotto nell'area collinare circostante il territorio dell'agro ericino, i cui vigneti sono situati tra i 200 e i 650 metri d'altitudine, in parte dei comuni della provincia di Trapani di Buseto Palizzolo, Erice, Valderice, Custonaci, Castellammare del Golfo e Trapani.

## Vitigni con cui è consentito produrlo
- Müller-Thurgau minimo 85%
- altri vitigni a bacca bianca, non aromatici, idonei alla coltivazione della Regione Siciliana, fino ad un massimo del 15%.[1]

## Caratteristiche organolettiche
- colore: giallo paglierino con riflessi dorati;
- profumo: caratteristico, lievemente aromatico;
- sapore: secco, fruttato, morbido, armonico;

## Produzione
Provincia, stagione, volume in ettolitri
- nessun dato disponibile